# Nainville-les-Roches
Nainville-les-Roches là một xã ở tỉnh Essonne thuộc vùng Île-de-France miền bắc nước Pháp.
Theo điều tra dân số năm 1999, dân số xã này là 457 người. Ước tính dân số năm 2004 là 502.
Danh xưng cư dân địa phương Nainville-les-Roches trong tiếng Pháp là Nainvillois.